# Сигнальный (посёлок)

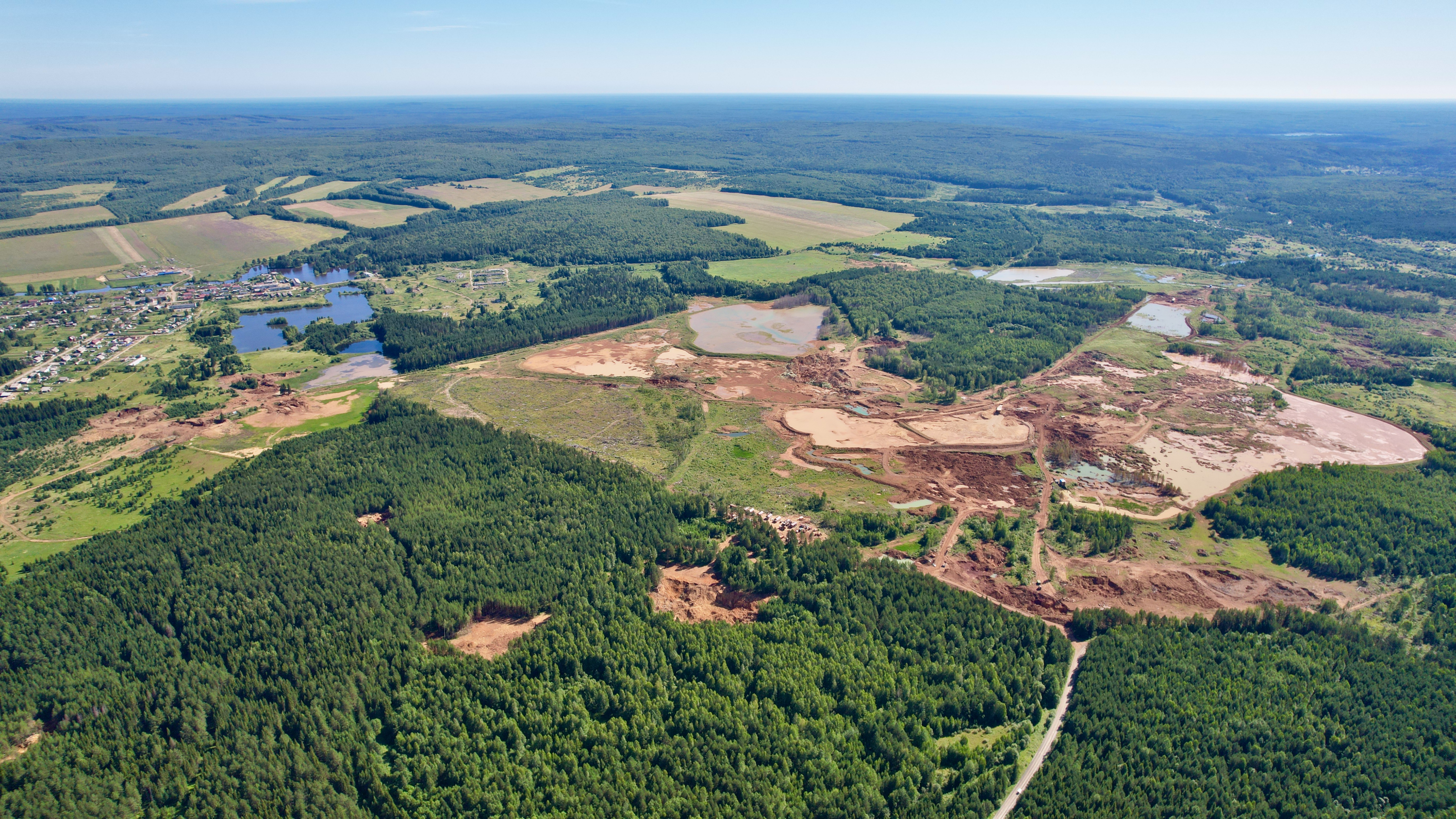
Прииск рядом с посёлком

Сигна́льный  — посёлок в Нижнетуринском муниципальном округе Свердловской области России. Ранее являлся административным центром Сигнального сельсовета города Нижней Туры.
До 1966 года назывался посёлком Центральной Усадьбы Совхоза № 1.

## Географическое положение
Посёлок Сигнальный расположен на открытой местности, окружённой лесами, в 30 километрах (по автодорогам в 37 километрах) к северу от города Нижней Туры, на правом берегу реки Журавлик (левого притока реки Ис).

## Инфраструктура
В посёлке Сигнальном работает сельский клуб с библиотекой, при нём находится памятник в честь жертв Великой Отечественной войны, работают фельдшерско-акушерский пункт, отделение почты и магазин.

### Транспорт
Добраться до Сигнального можно на проходящем пригородном автобусе из Нижней Туры в Ис (автобусная остановка находится в нескольких километрах за запад, на примыкания автодороги в Сигнальный к Исовскому тракту) либо на личном автотранспорте.

### Промышленность
В посёлке есть предприятие по добыче руд и песков драгоценных и редких металлов, а также цех по производству мясных и овощных полуфабрикатов.

## Население
| 2002 | 2010 | 2021 |
| ---- | ---- | ---- |
| 694  | ↘616 | ↘427 |